# Gilze en Rijen
Gilze en Rijen és un municipi de la província del Brabant del Nord, al sud dels Països Baixos. L'1 de gener del 2009 tenia 25.733 habitants repartits sobre una superfície de 65,67 km² (dels quals 0,16 km² corresponen a aigua). Limita al nord amb Oosterhout i Dongen, a l'oest amb Breda, a l'est amb Tilburg, i al sud amb Alphen-Chaam i Goirle.

## Centres de població
- Rijen (16.048 hab.)
- Gilze (7.498)
- Molenschot (1,384)
- Hulten (340)

## Ajuntament
- Kern'75 7 regidors
- PvdA 5 regidors
- CDA 3 regidors
- Gemeentebelang Gilze en Rijen 3 regidors
- VVD 3 regidors